# Acomiadament
L'acomiadament, comiat o despatxament és l'acció a través de la qual un empresari dona per acabat unilateralment un contracte de treball amb el seu/seva treballador/a.

## Efectes de l'acomiadament
Per a determinar l'efecte de l'acomiadament, s'ha de distingir prèviament el tipus d'acomiadament:
- Acomiadament procedent: Està emparat en alguna causa que la llei i, si s'escau, el contracte firmat, considera suficient per a resoldre unilateralment la relació. En aquest cas el treballador no pot exigir cap indemnització.

- Acomiadament improcedent: L'acomiadament no té causa, o aquesta causa no està prevista en la llei o, si s'escau, en el contracte firmat entre les parts. El treballador normalment pot exigir una indemnització per aquest acomiadament, que dependrà de la legislació aplicable.

- Acomiadament nul: A vegades, certes legislacions entenen que l'acomiadament per certes causes és nul. Per exemple, a Espanya s'entén que és nul l'acomiadament per causa d'embaràs i a Xile si no s'han pagat les cotitzacions de seguretat social. En aquest cas, el treballador pot exigir o bé una indemnització, o bé la seva readmissió amb efectes retroactius, cobrant el sou íntegre com si mai hagués estat acomiadat.